# Андрей Джурич
Андрей Джурич (серб. Андреј Ђурић, нар. 23 вересня 2003, Белград, Сербія) — чорногорський футболіст, центральний захисник шведського клубу «Мальме».

## Ігрова кар'єра

### Клубна
Андрей Джурич народився у Белграді і займатися футболом почав в академії столичного клубу «Црвена Звезда». В складі юнацьких команда клубу Джурич вигравав національні чемпіонати Сербії. Для набору ігрової практики у 2020 році футболіст перейшов до белградського клубу «Графичар», де два сезони грав на правах оренди. Після повернення до «Црвени Звезди» Джурич дебютував у складі белградського клубу в сербській Суперлізі 22 березня 2022 року.
Другу половину сезону 2022/23 футболіст провів у словенському «Домжале». Влітку 2023 року повернувся до стану «Црвени Звезди» але був направлений в оренду у словацький «Спартак» (Трнава). Пізніше першу повловину сезону 2024/25 Джурич також провів в оренді, граючи в клубі «Нові Пазар».
В лютому 2025 року орендний договір завершився і Джурич вкотре повернувся до «Црвени Звезди».

### Збірна
У 2023 році Андрей Джурич провів два матчі в складі молодіжної збірної Сербії. В серпні 2024 року футболіст дебютував у складі молодіжної збірної Чорногорії.

## Титули
Црвена Звезда
 Чемпіон Сербії (2): 2020/21, 2021/22
 Переможець Кубка Сербії (2): 2021/22, 2024/25